# Marc Savard (Eishockeyspieler, 1977)
Marc Savard (* 17. Juli 1977 in Ottawa, Ontario) ist ein ehemaliger kanadischer Eishockeyspieler und derzeitiger -trainer. Während seiner aktiven Karriere bestritt der Center zwischen 1993 und 2011 unter anderem 832 Spiele für die New York Rangers, Calgary Flames, Atlanta Thrashers und Boston Bruins in der National Hockey League. Den größten Erfolg feierte er mit dem Gewinn des Stanley Cups in Diensten der Boston Bruins im Jahre 2011, an dem er aufgrund einer Gehirnerschütterung jedoch nicht aktiv teilhaben konnte. Diese sollte in der Folge auch das Ende seiner aktiven Laufbahn bedeuten. Seit Juni 2024 ist er in der NHL als Assistenztrainer der Toronto Maple Leafs tätig.

## Karriere
Marc Savard begann seine Karriere 1993 in der kanadischen Juniorenliga Ontario Hockey League bei den Oshawa Generals. In seiner zweiten Saison war er der Topscorer der Liga mit 139 Punkten in 66 Spielen und wurde im NHL Entry Draft 1995 in der vierten Runde an Position 91 von den New York Rangers ausgewählt. Nachdem er in der folgenden Saison nicht alle Spiele wegen einer Verletzung absolvieren konnte, holte er sich in der Saison 1996/97 noch einmal den Titel als bester Scorer der OHL, diesmal mit 130 Punkten. Außerdem konnte er sich mit Oshawa für die Finalrunde um den Memorial Cup qualifizieren, verlor aber im Halbfinale.

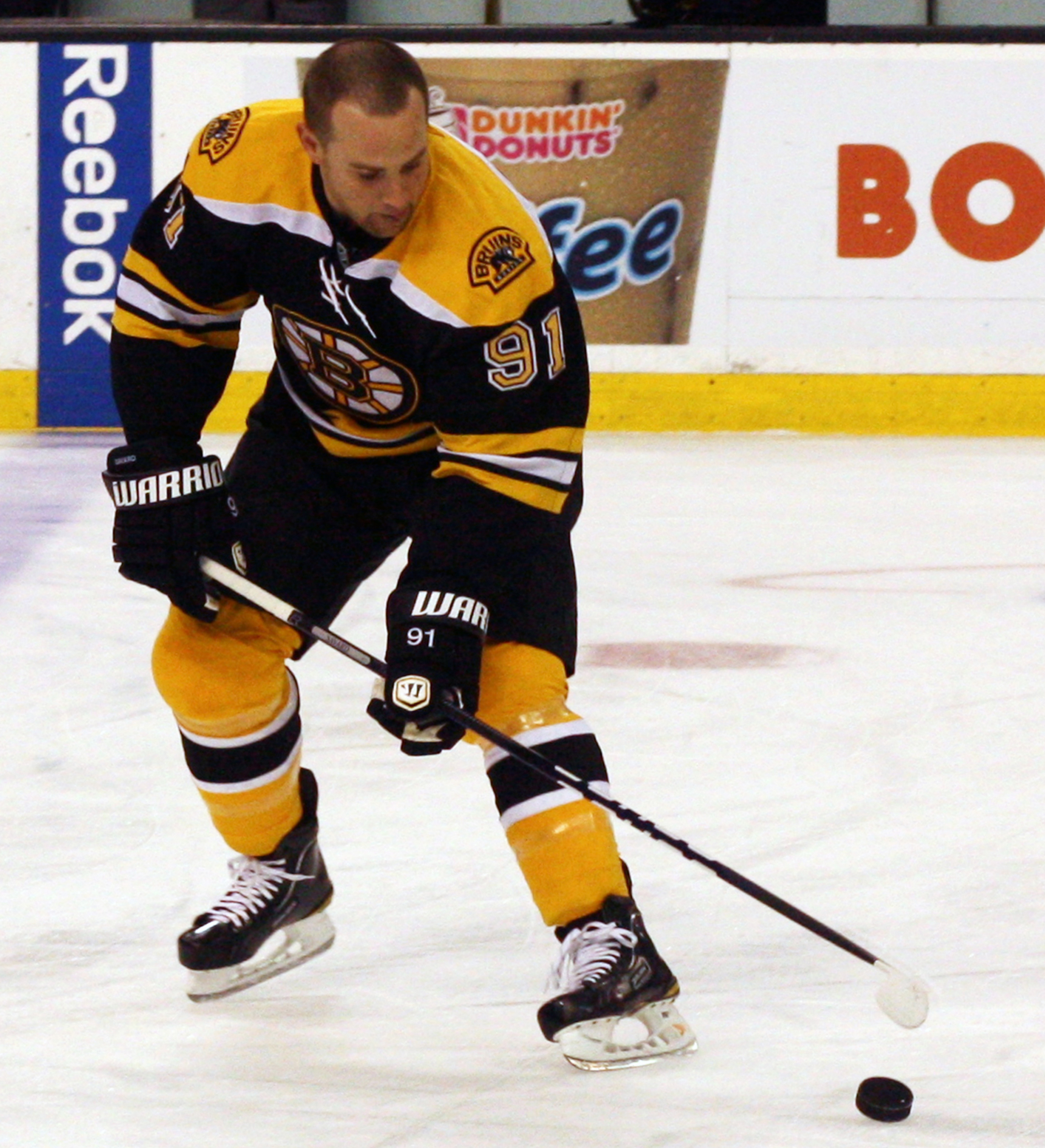
Savard im Trikot der Boston Bruins (2010)

Die Saison 1997/98 absolvierte er hauptsächlich in der AHL beim Farmteam der New York Rangers, den Hartford Wolf Pack. Dort konnte er an seine Leistungen als Topscorer anknüpfen und punktete 74 Mal in 58 Spielen, weshalb er auch zu 28 Spielen in der National Hockey League kam. In der NHL-Saison 1998/99 konnte er sich endgültig in den Kader der Rangers spielen und absolvierte nur wenige Spiele für das Farmteam.
Im Sommer 1999 wurde er zu den Calgary Flames transferiert, wo er 2000/01 seine bis dahin beste NHL-Saison mit 65 erzielten Punkten spielte. Allerdings konnte er auch mit den Flames keine großen Erfolge erreichen. Zu Beginn der Saison 2002/03 transferierten ihn die Flames zu den Atlanta Thrashers. Dort spielte er den Rest der Saison sehr solide. In der folgenden Saison spielte Savard zwar nur 45 Spiele wegen Verletzungen, weshalb seine erzielten 52 Punkte aber höher eingeschätzt werden müssen und er nun auch in der NHL andeutete, dass er ein guter Scorer ist.
Die NHL-Saison 2004/05 wurde wegen des Lockout abgesagt und Savard absolvierte die Saison in der Schweiz beim SC Bern und beim HC Thurgau. Nach seiner Rückkehr in die NHL zur Saison 2005/06 konnte Savard endlich zeigen, dass er die Leistungen, die er in der Juniorenliga gebracht hatte, auch in der NHL bringen kann und erzielte 97 Punkte und lag damit auf Platz neun in der Liga. Zusammen mit Superstar Jaromír Jágr lag er mit 69 Assists auf dem dritten Platz in der NHL.
Nach der Saison verlängerte er seinen Vertrag in Atlanta nicht und wechselte zu den Boston Bruins, wo er zu Beginn der Saison an die Leistungen des letzten Jahres anknüpfen konnte. Erst in seiner zehnten NHL-Saison spielte Savard seine ersten NHL-Playoffs. Mit den Bruins schied er in der ersten Playoff-Runde knapp aus, nachdem sie den Canadiens de Montréal in sieben Spielen unterlagen.
Am 8. Februar 2011 entschieden sich die Bruins, Savard nach der zweiten Gehirnerschütterung innerhalb von zehn Monaten für die restliche Saison aus dem Spielbetrieb zu nehmen. Erst vor dem Beginn der Spielzeit 2010/11 hatte der Stürmer einen Siebenjahres-Vertrag beim Original-Six-Franchise unterschrieben. Auch in der Folge litt Savard an den Folgen der multiplen Schädel-Hirn-Traumata und absolvierte kein weiteres Spiel mehr. Jedoch stand er weiterhin bei den Bruins unter Vertrag. Die vertraglichen Verpflichtungen übernahmen im Juli 2015 die Florida Panthers, als Savard samt Reilly Smith gegen Jimmy Hayes getauscht wurde. Im Juni 2016 wechselte sein Vertrag, der noch bis zum Saisonende lief, zu den New Jersey Devils, die zusätzlich ein Zweitrunden-Wahlrecht für den NHL Entry Draft 2018 erhielten und im Gegenzug Paul Thompson und Graham Black nach Florida schickten. Im Januar 2018 gab Savard schließlich auch offiziell das Ende seiner aktiven Karriere bekannt.
Im Juli 2019 gaben die St. Louis Blues bekannt, Savard für die folgende Spielzeit 2019/20 als Assistenten von Craig Berube verpflichtet zu haben. Aus dieser Position schied er nach einem Jahr aus familiären Gründen aus. Seit der Saison 2021/22 war er als Cheftrainer der Windsor Spitfires aus der Ontario Hockey League tätig, eine Funktion, die er zwei Jahre bekleidete. Im Juni 2023 gelang ihm dann die Rückkehr in die NHL, indem ihn die Calgary Flames als Assistenten von Ryan Huska engagierten. Sein Engagement dort endete jedoch bereits nach der Saison 2023/24, bevor er im Juni 2024 in gleicher Funktion von den Toronto Maple Leafs angestellt wurde.

## Erfolge und Auszeichnungen
| - 1995 OHL Second All-Star Team - 1995 Eddie Powers Memorial Trophy - 1995 CHL Top Scorer Award - 1997 Eddie Powers Memorial Trophy - 1997 J.-Ross-Robertson-Cup-Gewinn mit den Oshawa Generals | - 1998 Teilnahme am AHL All-Star Classic - 1998 AHL All-Rookie Team - 2008 Teilnahme am NHL All-Star Game - 2009 Teilnahme am NHL All-Star Game - 2011 Stanley-Cup-Gewinn mit den Boston Bruins |

## Karrierestatistik
(Legende zur Spielerstatistik: Sp oder GP = absolvierte Spiele; T oder G = erzielte Tore; V oder A = erzielte Assists; Pkt oder Pts = erzielte Scorerpunkte; SM oder PIM = erhaltene Strafminuten; +/− = Plus/Minus-Bilanz; PP = erzielte Überzahltore; SH = erzielte Unterzahltore; GW = erzielte Siegtore; 1 Play-downs/Relegation; Kursiv: Statistik nicht vollständig)